# Партски хитац
Партски хитац је војна тактика коју су користили Парти, древни ирански народ. Партски стрелци на коњима би симулирали повлачење, а затим би у пуном галопу окренули тела уназад и гађали противника који их јури. Маневар је захтевао изванредну вештину, с обзиром да су јахачеве руке биле заокупљене луком и стрелом остављајући могућност да једино притиском ногу управља коњем.
Ову тактику је користила већина евроазијских номада, укључујући Ските, Хуне, Мађаре, Турке и Монголе, а касније се проширила и на војске великих царстава Блиског истока.
Једна од већих битака у којима је коришћена ова тактика (од стране Парта) била је битка код Каре 53. године пре наше ере. У овој бици партски хитац је био кључни фактор у партској победи над римским војсковођом Марком Лицинијем Красом.